# Beyond the Black/Diskografie
Diese Diskografie ist eine Übersicht über die musikalischen Werke der deutschen Symphonic-Metal-Band Beyond the Black. Ihre erfolgreichsten Veröffentlichungen sind die beiden Top-10-Alben Lost in Forever und Heart of the Hurricane in Deutschland.

## Alben

### Studioalben
| Jahr | Titel Musiklabel                            | Höchstplatzierung, Gesamtwochen, AuszeichnungChartplatzierungen (Jahr, Titel, Musiklabel, Platzierungen, Wochen, Auszeichnungen, Anmerkungen) | Höchstplatzierung, Gesamtwochen, AuszeichnungChartplatzierungen (Jahr, Titel, Musiklabel, Platzierungen, Wochen, Auszeichnungen, Anmerkungen) | Höchstplatzierung, Gesamtwochen, AuszeichnungChartplatzierungen (Jahr, Titel, Musiklabel, Platzierungen, Wochen, Auszeichnungen, Anmerkungen) | Anmerkungen                            |
| Jahr | Titel Musiklabel                            | DE | AT | CH | Anmerkungen                            |
| ---- | ------------------------------------------- | --- | --- | --- | -------------------------------------- |
| 2015 | Songs of Love and Death We Love Music (UMG) | DE12 (10 Wo.)DE | AT21 (4 Wo.)AT | CH51 a (2 Wo.)CH | Erstveröffentlichung: 13. Februar 2015 |
| 2016 | Lost in Forever We Love Music (UMG)         | DE4 (8 Wo.)DE | AT21 (3 Wo.)AT | CH28 (2 Wo.)CH | Erstveröffentlichung: 12. Februar 2016 |
| 2018 | Heart of the Hurricane We Love Music (UMG)  | DE5 (21 Wo.)DE | AT28 (1 Wo.)AT | CH14 (5 Wo.)CH | Erstveröffentlichung: 31. August 2018  |
| 2020 | Hørizøns We Love Music (UMG)                | DE3 (9 Wo.)DE | AT16 (1 Wo.)AT | CH6 (4 Wo.)CH | Erstveröffentlichung: 19. Juni 2020    |
| 2023 | Beyond the Black Nuclear Blast (RTD)        | DE2 (4 Wo.)DE | AT14 (1 Wo.)AT | CH6 (2 Wo.)CH | Erstveröffentlichung: 13. Januar 2023  |

### EPs
| Jahr | Titel Musiklabel                                                  | Anmerkungen                             |
| ---- | ----------------------------------------------------------------- | --------------------------------------- |
| 2020 | W: O: A Acoustic Clash – The Lockdown Session We Love Music (UMG) | Erstveröffentlichung: 18. Dezember 2020 |

## Singles

### Als Leadmusiker
| Jahr | Titel Album                                  | Anmerkungen                                       |
| ---- | -------------------------------------------- | ------------------------------------------------- |
| 2015 | In the Shadows Songs of Love and Death       | Erstveröffentlichung: 30. Januar 2015             |
| 2017 | Forget My Name (Re-Recorded) Lost in Forever | Erstveröffentlichung: 1. September 2017           |
| 2018 | Heart of the Hurricane                       | Erstveröffentlichung: 8. Juni 2018                |
| 2018 | My God Is Dead Heart of the Hurricane        | Erstveröffentlichung: 6. Juli 2018                |
| 2018 | Million Lightyears Heart of the Hurricane    | Erstveröffentlichung: 3. August 2018              |
| 2018 | The Wound So Deep Heart of the Hurricane     | Erstveröffentlichung: 30. August 2018             |
| 2020 | Misery Hørizøns                              | Erstveröffentlichung: 6. März 2020                |
| 2020 | Golden Pariahs Hørizøns                      | Erstveröffentlichung: 3. April 2020               |
| 2020 | Wounded Healer Hørizøns                      | Erstveröffentlichung: 8. Mai 2020 feat. Elize Ryd |
| 2022 | Reincarnation Beyond the Black               | Erstveröffentlichung: 17. Juni 2022               |
| 2022 | Is There Anybody Out There? Beyond the Black | Erstveröffentlichung: 24. August 2022             |
| 2022 | Winter Is Coming Beyond the Black            | Erstveröffentlichung: 6. Oktober 2022             |
| 2022 | Dancing in the Dark Beyond the Black         | Erstveröffentlichung: 2. Dezember 2022            |
| 2023 | Call My Name –                               | Erstveröffentlichung: 28. Juli 2023               |
| 2025 | Rising High –                                | Erstveröffentlichung: 20. Juni 2025               |
| 2025 | Break the Silence –                          | Erstveröffentlichung: 25. Juli 2025               |

### Als Gastmusiker
| Jahr | Titel Album             | Anmerkungen                                                              |
| ---- | ----------------------- | ------------------------------------------------------------------------ |
| 2022 | Make It Better Manifest | Erstveröffentlichung: 9. September 2022 Amaranthe feat. Beyond the Black |

## Musikvideos
| Jahr | Titel                        | Regie           |
| ---- | ---------------------------- | --------------- |
| 2015 | In the Shadows               |                 |
| 2016 | Lost in Forever              | Gregor Baumann  |
| 2017 | Night Will Fade              | Thomas Otto     |
| 2017 | Forget My Name (Re-Recorded) | Thomas Otto     |
| 2018 | Million Lightyears           |                 |
| 2018 | Breeze                       |                 |
| 2019 | Through the Mirror           | Julian Richberg |
| 2020 | Misery                       |                 |
| 2020 | Golden Pariahs               |                 |
| 2020 | Wounded Healer               |                 |
| 2020 | Human                        | Mirko Witzki    |
| 2022 | Reincarnation                | Mirko Witzki    |
| 2022 | Is There Anybody Out There?  | Mirko Witzki    |
| 2022 | Winter Is Coming             | Mirko Witzki    |
| 2022 | Dancing in the Dark          | Peter Leukhardt |
| 2023 | Free Me                      | Mirko Witzki    |
| 2023 | Call My Name                 | Mirko Witzki    |
| 2025 | Rising High                  | Pavel Trebukhin |
| 2025 | Break the Silence            | Pavel Trebukhin |

## Promoveröffentlichungen
| Jahr | Titel Album                                    | Anmerkungen                                                                            |
| ---- | ---------------------------------------------- | -------------------------------------------------------------------------------------- |
| 2015 | Unbroken Songs of Love and Death               | Erstveröffentlichung: 2015                                                             |
| 2015 | Love Me Forever Songs of Love and Death        | Erstveröffentlichung: 2015                                                             |
| 2016 | Lost in Forever                                | Erstveröffentlichung: 2016                                                             |
| 2016 | Written in Blood Lost in Forever               | Erstveröffentlichung: 2016                                                             |
| 2017 | Night Will Fade Lost in Forever (Tour Edition) | Erstveröffentlichung: 12. Januar 2017                                                  |
| 2021 | Wasted Years –                                 | Erstveröffentlichung: 24. September 2021 Amazon-Music-Exclusive; Original: Iron Maiden |

## Sonderveröffentlichungen

### Lieder
| Jahr | Titel Album                                | Anmerkungen |
| ---- | ------------------------------------------ | --- |
| 2019 | Weit über’s Meer (Unplugged) MTV Unplugged | Erstveröffentlichung: 18. Oktober 2019 Santiano feat. Beyond the Black; Original: Vladimir Cosma – Thème de David (David’s Song) |
| 2022 | Make It Better Manifest                    | Erstveröffentlichung: 9. September 2022 Amaranthe feat. Beyond the Black                                                         |

### Videoalben
| Jahr | Titel Musiklabel                                                 | Anmerkungen |
| ---- | ---------------------------------------------------------------- | --- |
| 2016 | Lost in Forever (Deluxe Edition) We Love Music (UMG)             | Erstveröffentlichung: 12. Februar 2016 erweiterte Fassung mit Bonus-DVD; Verkäufe werden dem Studioalbum hinzuaddiert |
| 2018 | Heart of the Hurricane (Limited Box Edition) We Love Music (UMG) | Erstveröffentlichung: 31. August 2018 erweiterte Fassung mit Bonus-DVD; Verkäufe werden dem Studioalbum hinzuaddiert  |

## Statistik

### Chartauswertung
|                     | DE    | AT    | CH    |
| ------------------- | ----- | ----- | ----- |
| Nummer-eins-Alben   | DE—DE | AT—AT | CH—CH |
| Top-10-Alben        | DE4DE | AT—AT | CH2CH |
| Alben in den Charts | DE5DE | AT5AT | CH5CH |